# Московский международный кубок 2022
Первый розыгрыш Московского международного кубка (англ. MIBSC-2022) проходил с 13 по 16 октября 2022 года, спустя год после проведения в Москве клубного мундиалито. Все матчи состоялись на стадионе ЦСКА Арена. Участниками кубка стали 8 команд из 5 различных стран (Белоруссия, Россия, Иран, Казахстан, Сейшельские Острова). Команда из Сейшельских Островов была сформирована специально для участия в турнире Сейшельской футбольной федерацией по просьбе организаторов. За неё выступили 8 сейшельцев и три россиянина.
Организаторами турнира были Департамент спорта Москвы и коммуникационная группа «Событие». Главным спонсором стала компания «Российские железные дороги». Руководителем оргкомитета являлся Михаил Стручков.
Жеребьёвка турнира состоялась 6 октября 2022 года в пресс-центре информационного агентства «Россия сегодня». В церемонии участвовали главный тренер сборной России по пляжному футболу Михаил Лихачёв и глава оргкомитета турнира Михаил Стручков.
Победителем турнира стал московский ЦСКА, обыгравший в финале «Локомотив» со счётом 7:6. Презентация выигранного трофея состоялась на «ВЭБ Арене» во время матча Кубка России по футболу между ЦСКА и «Торпедо».

## Команды
| Команда              | Город    | Конфедерация | Тренер              |
| -------------------- | -------- | ------------ | ------------------- |
| Локомотив            | Москва   | УЕФА         | Александр Елизаров  |
| Могхавемат Гользапуш | Йезд     | АФК          | Мохаммад Миршамси   |
| Мучча Бойз           | Сейшелы  | КАФ          | Трэвис Джулиен      |
| Арман                | Павлодар | УЕФА         | Булат Аленов        |
| Спартак              | Москва   | УЕФА         | Юрий Котов          |
| ЦОР-Масита           | Могилёв  | УЕФА         | Вадим Бокач         |
| ЦСКА                 | Москва   | УЕФА         | Алексей Колбанов    |
| Шахин Хазар          | Сари     | АФК          | Насроллазаде Мохсен |

## Групповой этап

### Группа «А»
| № | Команда     | И | В | П | МЗ | МП | О | Примечание      |
| - | ----------- | - | - | - | -- | -- | - | --------------- |
| 1 | ЦСКА        | 3 | 3 | 0 | 31 | 19 | 8 | Финал           |
| 2 | Спартак     | 3 | 2 | 1 | 21 | 14 | 6 | Матч за 3 место |
| 3 | Шахин Хазар | 3 | 1 | 2 | 17 | 21 | 4 | Матч за 5 место |
| 4 | Арман       | 3 | 0 | 3 | 15 | 30 | 0 | Матч за 7 место |

| Спартак  | 4:4      | Шахин Хазар |
| -------- | -------- | ----------- |
|          | Протокол |             |
| Пенальти |          |             |
|          | 6:5      |             |

| ЦСКА | 12:7     | Арман |
| ---- | -------- | ----- |
|      | Протокол |       |

| Шахин Хазар | 5:11     | ЦСКА |
| ----------- | -------- | ---- |
|             | Протокол |      |

| Спартак | 10:2     | Арман |
| ------- | -------- | ----- |
|         | Протокол |       |

| Арман | 6:8      | Шахин Хазар |
| ----- | -------- | ----------- |
|       | Протокол |             |

| ЦСКА | 8:7 (доп. вр.) | Спартак |
| ---- | -------------- | ------- |
|      | Протокол       |         |

### Группа «Б»
| № | Команда              | И | В | П | МЗ | МП | О | Примечание      |
| - | -------------------- | - | - | - | -- | -- | - | --------------- |
| 1 | Локомотив            | 3 | 3 | 0 | 27 | 14 | 8 | Финал           |
| 2 | ЦОР-Масита           | 3 | 2 | 1 | 18 | 14 | 6 | Матч за 3 место |
| 3 | Могхавемат Гользапуш | 3 | 1 | 2 | 21 | 20 | 4 | Матч за 5 место |
| 4 | Мучча Бойз           | 3 | 0 | 3 | 7  | 25 | 0 | Матч за 7 место |

| Могхавемат Гользапуш | 5:9      | ЦОР-Масита |
| -------------------- | -------- | ---------- |
|                      | Протокол |            |

| Локомотив | 12:2     | Мучча Бойз |
| --------- | -------- | ---------- |
|           | Протокол |            |

| Мучча Бойз | 2:7      | Могхавемат Гользапуш |
| ---------- | -------- | -------------------- |
|            | Протокол |                      |

| ЦОР-Масита | 3:6      | Локомотив |
| ---------- | -------- | --------- |
|            | Протокол |           |

| Локомотив | 9:9      | Могхавемат Гользапуш |
| --------- | -------- | -------------------- |
|           | Протокол |                      |
| Пенальти  |          |                      |
|           | 2:0      |                      |

| ЦОР-Масита | 6:3      | Мучча Бойз |
| ---------- | -------- | ---------- |
|            | Протокол |            |

## Матчи за призовые места

### Матч за 7-е место
| Арман | 4:5      | Мучча Бойз |
| ----- | -------- | ---------- |
|       | Протокол |            |

### Матч за 5-е место
| Шахин Хазар | 7:6      | Могхавемат Гользапуш |
| ----------- | -------- | -------------------- |
|             | Протокол |                      |

### Матч за 3-е место
| Спартак | 5:4      | ЦОР-Масита |
| ------- | -------- | ---------- |
|         | Протокол |            |

### Финал
| Локомотив | 6:7      | ЦСКА |
| --------- | -------- | ---- |
|           | Протокол |      |

## Итоговые позиции
| № | Команда              |
| - | -------------------- |
| 1 | ЦСКА                 |
| 2 | Локомотив            |
| 3 | Спартак              |
| 4 | ЦОР-Масита           |
| 5 | Могхавемат Гользапуш |
| 6 | Шахин Хазар          |
| 7 | Мучча Бойз           |
| 8 | Арман                |

## Лучшие бомбардиры
Всего за время турнира было забито 206 голов 69 различными игроками. Лучшим бомбардиром с 10 забитыми голами стал Эдуард Суарес из ЦСКА.
| № | Футболист             | Клуб                 | Голов |
| - | --------------------- | -------------------- | ----- |
| 1 | Эду Суарес            | ЦСКА                 | 10    |
| 2 | Фёдор Земсков         | Локомотив            | 9     |
| 3 | Мовахед               | Шахин Хазар          | 8     |
| 4 | Иван Тетерин          | Арман                | 7     |
| 4 | Бе Мартинс            | Локомотив            | 7     |
| 5 | Николай Крышанов      | ЦСКА                 | 6     |
| 5 | Олег Гапон            | Спартак              | 6     |
| 5 | Аббас Резаи Хасанабад | Могхавемат Гользапуш | 6     |

## Индивидуальные награды
Все индивидуальные награды достались представителям ЦСКА: лучшим бомбардиром стал испанец Эдуард Суарес, лучшим игроком — Евгений Новиков, а лучшим вратарём — швейцарец Элиотт Монод.
| Номинация        | Футболист       | Клуб |
| ---------------- | --------------- | ---- |
| Лучший бомбардир | Эду Суарес      | ЦСКА |
| Лучший игрок     | Евгений Новиков | ЦСКА |
| Лучший вратарь   | Элиотт Монод    | ЦСКА |

## Составы призёров
| ЦСКА             | Локомотив               | Спартак                        |
| ---------------- | ----------------------- | ------------------------------ |
| Роман Фомин      | Станислав Кошарный      | Денис Пархоменко               |
| Элиотт Монод     | Максим Долгополов       | Павел Баженов                  |
| Виктор Крышанов  | Андрей Новиков          | Алексей Павленко               |
| Егор Гордецкий   | Владимир Раскин         | Антон Шкарин                   |
| Михаил Семёнов   | Нуритдин Мамадиев       | Олег Гапон                     |
| Евгений Новиков  | Дмитрий Карташов        | Тимур Джабаров                 |
| Эду Суарес       | Никита Чайковский       | Артём Лукьянов                 |
| Джордан Соарес   | Брендо                  | Андрей Котенев                 |
| Сергей Степлиани | Бе Мартинс              | Анатолий Рябко                 |
| Николай Крышанов | Амадиус Виноградов      | Игуиньо                        |
| Лукао            | Фёдор Земсков           | Луис Энрике Оливейро де Кастро |
| Владислав Маруев | Леонардо Баррал Мартинс | Спартак Фёдоров                |